# Hordamuseet
Hordamuseet er et frilandsmuseum i bydelen Fana i Bergen kommune. 
Museet består af en bygningshistorisk afdeling og faste og skiftende udstillinger i en nyere museumsbygning. Den bygningshistorisk afdeling omhandler et vestlandsk kulturlandskab fra tiden 1850–1950. Museet ønsker har bygninger fra perioden, som alle stammer fra Nord- og Midthordland med bl.a. huse, lade, skvatmølle, fadebur og en naust.
Ved siden af museets basisudstilling om fiskeres liv, findes også Vegmuseet (vejmuseet), der er en afdeling ved Hordamuseet. Museet har også et bygningsanlæg på Fanafjellet.
Hordamuseet er en del af Bymuseet i Bergen.